# Вітторіо де Сіка
Вітто́ріо де Сі́ка (італ. Vittorio De Sica; 7 липня 1901, Сора, Лаціо, Італія — 13 листопада 1974, Неї-сюр-Сен, Франція) — італійський кінорежисер та актор, один з видатних діячів італійського та світового кіно. Він вважається одним із засновників неореалізму, і в той же час одним з великих режисерів та акторів італійської комедії.

## Біографія
Вітторіо де Сіка народився в Сорі на вулиці Чіттаделла, в однойменному районі: в сім'ї Умберто (родом з Кальярі) та неаполітанки Терези Манфреді. Охрестили його в церкві Сан-Джованні Баттіста, де крім його загальновідомого ім'я Вітторіо його нарекли ще й Доменіко, Станіслав, Ґаетано, Сорано (на честь назви міста Сора). Його батько був співробітником місцевого відділення Банку Італії, а також писав до щомісячного видання Голос Лірі (італ. La voce del Liri) під псевдонімом Касіде (італ. Caside), що публікувався протягом 1909–1915 роках.. Він мав хороші стосунки з батьком і був до нього сильно прив'язаний, Вітторіо де Сіка присвятив йому свій фільм Умберто Д., згодом Вітторіо буде казати, що його сім'я жила у «трагічній та благородній бідності». 
Згодом він переїжджає з родиною в Неаполь, а після спалаху світової війни в 1914 році до Флоренції, де вже в 15 років бере участь як аматор у невеликих сценках для розваги солдатів, що в той час проходили лікування у військових госпіталях. Після цього переїжджає до Риму. 
Дебютував у кіно 1918 року у віці 16 років. У 1924 році закінчив Високу комерційну школу, в яку він вступив за наполяганням батька. Після навчання з 1924 року грав у театрі Тетяни Павлової, з 1925 року в трупі Алміранте Манзіні. З 1927 року виступав на сцені в компанії акторів Луїджі Алміранте, Серджо Тофана і Джудитти Ріссоне. Грав переважно в комедіях і водевілях. З 1931 року активно знімається в кіно. Дебютував як режисер 1940 року.
Помер 13 листопада 1974 роки від раку легенів у французькій комуні Неї-сюр-Сен. Похований на римському кладовищі Кампо Верано.

## Фільмографія

### Актор
- 1953 : Хліб, любов і фантазія / Pane, amore е fantasia — офіцер карабінерів Каротенуто
- 1953 Мадам … / Madame de... — барон Фабріціо Донаті
- 1954 : Хліб, любов і ревнощі / Pane, amore е gelosia — офіцер карабінерів Каротенуто
- 1955 : Хліб, любов і... / Pane, amore e… — маршал Антоніо Каротенуто
- 1955 : Прекрасна мельничиха / (La bella mugnaia) — Дон Теофіло, губернатор
- 1955 : Знак Венери / Il segno di Venere — Маріо
- 1957 : Лікар і чаклун / (Il medico e lo stregone) — Антоніо Локоратоло
- 1957 : Прощавай, зброє! / (A Farewell to Arms) — майор Алесандро Рінальді
- 1957 : Граф Макс / (Il conte Max) — граф Макс Орсіні Варальдо
- 1959 : Генерал Делла Ровере / — (Il generale Della Rovere) — Вітторіо Емануеле Бардоне, відомий як «Грімальді»
- 1959 : Мораліст / (Il moralista) — президент
- 1960 : Поліцейський / (Il vigile) — мер
- 1967 : Італієць в Америці / (Un italiano in America) — Ландо Мароцці, «Мандоліно»

### Режисерська фільмографія
| Італійська назва                              | Український переклад                           | Примітки                                                           | Дата виходу |
| --------------------------------------------- | ---------------------------------------------- | ------------------------------------------------------------------ | ----------- |
| Rose scarlatte                                | Червоні троянди                                | Співрежисер разом з Джузеппе Амато, виконував роль Альберто Верані | 1940        |
| Maddalena, zero in condotta                   | Маддалена, нуль за поведінку                   | Виконував роль Альфредо Гартман                                    | 1940        |
| Teresa Venerdì                                | Тереза-П'ятниця                                | Виконував роль доктора П'єтро Віньялі                              | 1941        |
| Un garibaldino al convento                    | Гарібальдієць в монастирі                      | Виконував роль Ніно Біксіо                                         | 1942        |
| I bambini ci guardano                         | Діти дивляться на нас                          |                                                                    | 1944        |
| La porta del cielo                            | Ворота на небеса                               |                                                                    | 1945        |
| Sciuscià                                      | Шуша                                           |                                                                    | 1946        |
| Cuore                                         | Серце                                          | Співрежисер разом з Дюїльйо Колетті                                | 1948        |
| Ladri di biciclette                           | Викрадачі велосипедів                          |                                                                    | 1948        |
| Miracolo a Milano                             | Диво в Мілані                                  |                                                                    | 1951        |
| Umberto D.                                    | Умберто Д.                                     |                                                                    | 1952        |
| Villa Borghese                                | Вілла Боргезе                                  | Співрежисер разом з Джанні Франколіні                              | 1953        |
| Stazione Termini                              | Вокзал Терміні                                 |                                                                    | 1953        |
| L'oro di Napoli                               | Золото Неаполя                                 |                                                                    | 1954        |
| Il Tetto                                      | Дах                                            |                                                                    | 1956        |
| Anna di Brooklyn                              | Анна з Брукліна                                | Співрежисер разом з Карло Ластрікаті                               | 1958        |
| La ciociara                                   | Чочара                                         |                                                                    | 1961        |
| Il Giudizio universale                        | Страшний суд                                   | Виконав роль адвоката                                              | 1961        |
| I sequestrati di Altona                       | Відлюдники Альтони                             |                                                                    | 1962        |
| Boccaccio '70                                 | Боккаччо-70                                    | Режисер уривку La riffa (Лотерея)                                  | 1962        |
| Il Boom                                       | Бум                                            |                                                                    | 1963        |
| Ieri, oggi e domani                           | Вчора, сьогодні, завтра                        |                                                                    | 1963        |
| Matrimonio all'italiana                       | Шлюб по-італійськи                             |                                                                    | 1964        |
| Un monde nouveau                              | Новий світ                                     |                                                                    | 1966        |
| Caccia alla volpe                             | Полювання на лиса                              |                                                                    | 1966        |
| Sette Volte Donna                             | Сім разів жінка                                |                                                                    | 1967        |
| Le streghe                                    | Відьми                                         | Режисер новели Una serata come le altre (Звичайна ніч)             | 1967        |
| Amanti                                        | Коханці                                        |                                                                    | 1968        |
| I Girasoli                                    | Соняшники                                      |                                                                    | 1970        |
| Il Giardino dei Finzi-Contini                 | Сад Фінці-Контіні                              |                                                                    | 1970        |
| Le Coppie                                     | Пари                                           | Режисер уривку Il Leone (Лев)                                      | 1970        |
| Dal referendum alla costituzione: Il 2 giugno | Від референдуму до конституції: другого червня | Документальний фільм                                               | 1971        |
| I Cavalieri di Malta                          | Мальтійські лицарі                             | Документальний фільм                                               | 1971        |
| Lo chiameremo Andrea                          | Назвемо його Андреа                            |                                                                    | 1972        |
| Una Breve vacanza                             | Коротка відпустка                              |                                                                    | 1973        |
| Il viaggio                                    | Подорож                                        |                                                                    | 1974        |